# Cmentarz angielski w Madrycie
Cmentarz angielski w Madrycie powstał w 1852 roku i jest własnością ambasady brytyjskiej. Znajduje się w dzielnicy Carabanchel. Obecnie obok części chrześcijańskiej posiada również część muzułmańską i żydowską. Oprócz Brytyjczyków spoczywają na nim również Niemcy, Amerykanie, Szwajcarzy, Francuzi i Hiszpanie - w sumie przedstawiciele 43 różnych narodowości.
W 1997 roku utworzono fundację mającą na celu renowację nekropoli.